# Michael Bart

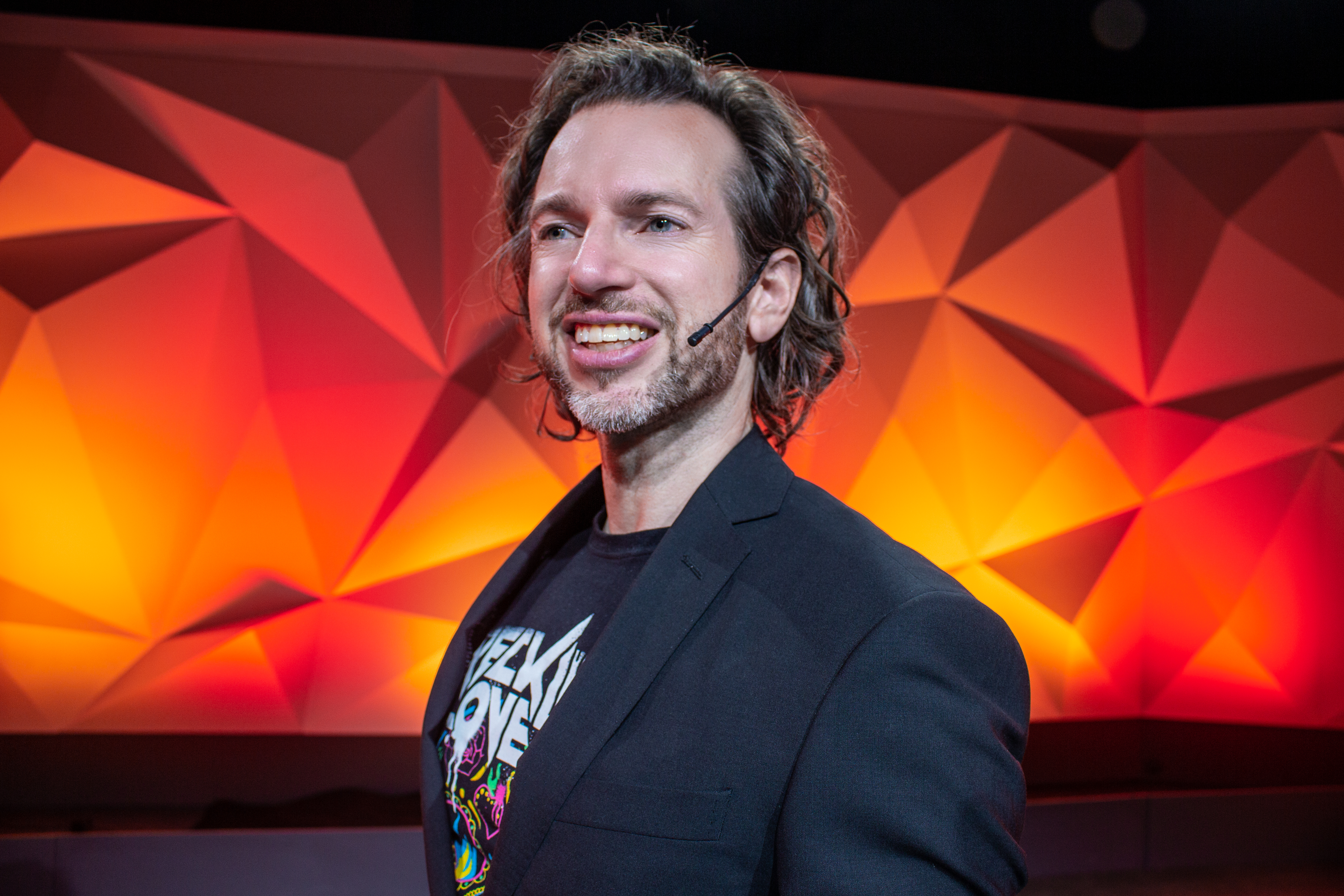
Michael Bart bei einer Präsentation

Michael Bart (* 8. September 1978 in Tübingen) ist ein deutscher Medien-Produzent und Journalist. Im Jahr 2005 galt er als der jüngste TV-Produzent in Deutschland, er produzierte dabei für Pro7Sieben, Sat.1, Kabel eins, DMAX und n-tv. Inzwischen arbeitet Michael Bart für die ARD. Dabei ist er verantwortlich für die Bewegtbildinhalte von SWR3, DASDING und verschiedene funk-Formate wie maiLab und Walulis.

## Leben
Michael Bart ist in Tübingen geboren. Sein Vater arbeitete bei einer Versicherung, seine Mutter war Hausfrau. Nach dem Abitur am Tübinger Wildermuth-Gymnasium studierte er Geschichte und Germanistik an der Albert-Ludwigs Universität in Freiburg und später an der Universität Wien. Er lebt in Baden-Baden und hat zwei Kinder.

## Karriere
Im Anschluss an sein Studium gründete Michael Bart die Produktionsfirma Park Avenue Pictures in Köln. Von 2005 bis 2008 produzierte er TV-Beiträge und Formate für Pro7, Sat1, kabel eins, D-MAX und n-tv sowie verschiedene Image- und Werbefilme. Michael Bart galt während dieser Zeit als der jüngste TV-Produzent Deutschlands, da er bereits im Alter von 26 Jahren für die RTL Group wie auch für die Sender der ProSiebenSat.1 Media AG und für Discovery Communications Beiträge und Formate entwickelt und realisiert hat. Dabei war Bart u. a. für die TV-Formate Galileo, taff, SAM, Sat1 am Mittag und Bizz tätig. Während dieser Zeit arbeitete er unter anderem mit Stefan Raab, Lena Gercke und Daniel Hartwich zusammen.
Michael Bart gilt als Medienexperte und wurde unter anderem bei der re:publica 2015 als Speaker eingeladen. Zudem ist er an verschiedenen Universitäten wie der Medienakademie Hochschule Stuttgart und der Hochschule Furtwangen als Speaker aufgetreten.
Von 2008 bis 2016 leitete Michael Bart die TV-Sendung DASDING.tv, die im SWR Fernsehen sowie bei EinsPlus und Einsfestival ausgestrahlt wurde. Parallel dazu leitete Michael Bart das Musikmagazin BEATZZ sowie das Unplugged-Format BEATZZ Session für EinsPlus. In dieser Zeit produzierte und verantwortete Michael Bart mehr als 300 TV-Beiträge und Interviews mit nationalen und internationalen Künstlern wie Ed Sheeran, Lady Gaga, Tokio Hotel, Metallica, Die Ärzte, Beatsteaks, Kiss und Linkin Park. Außerdem leitete Michael Bart Sondersendungen zu Rock am Ring, Southside-Festival, Nature-One, Air & Style, und Openair Frauenfeld für den SWR und Einsplus.
Seit 2016 leitet Michael Bart die Bewegtbild-Produktion von DASDING. 2017 produzierte Michael Bart die Doku „Willkommen Zuhause“ über die Rückkehr von Rock am Ring zum Nürburgring. Er war hierbei für die Leitung sowie die Konzeption und Redaktion zuständig. Auch die Räumung des kompletten Festivalgeländes aufgrund einer terroristischen Gefährdungslage wird in diesem Video von Bart dokumentiert.
Darüber hinaus ist Michael Bart der Redaktionsleiter von BRUST RAUS, dem Female Empowerment Format von DASDING.  
Seit 2016 verantwortet Michael Bart außerdem die Videoproduktionen von SWR3. Dabei realisierte er bereits Reportage-, Event- und Konzert-Formate mit Michael Patrick Kelly, Die Toten Hosen, Cro, Alice Cooper, Max Giesinger, Udo Lindenberg und Thomas Gottschalk. 2017 produzierte Michael Bart in Gedenken an Georg Michael zu dessen erstem Todestag für SWR3 eine Allstar-Version von Last Christmas mit Künstlern wie Mando Diao, Milky Chance, Álvaro Soler, Max Giesinger, Johannes Oerding, Udo Lindenberg und Imany.
Seit der Gründung von funk (Online Netzwerk von ARD und ZDF) im Jahr 2016 leitet Michael Bart die funk-Redaktion beim SWR, der für funk federführend ist. Hierbei verantwortet Michael Bart Formate wie maiLab, Walulis Daily, Kopfstimme und Know & Grow und war für den Aufbau der funk-Kanäle 1080 Nerdscope mit LeFloid, Headlinez mit Rayk Anders sowie für das Bohemian Browser Ballett zuständig. Außerdem ist Bart der Producer des SWRs bei der fiktionalen Dramedyserie Patchwork Gangsta sowie der Comedyserie Almania mit Phil Laude.

## Auszeichnungen
Die von Michael Bart verantworteten funk-Kanäle wurden mit zahlreichen Preisen ausgezeichnet. Unter anderem mit dem Grimme-Preis 2019 in der Kategorie „Kinder & Jugend“ für das Bohemian Browser Ballett, dem Fernsehpreis 2018 in der Kategorie „Bester Web-Channel“ vom Fachmagazin Quotenmeter für Walulis und dem Grimme Online Award in der Kategorie „Wissen und Bildung“ sowie dem Publikumspreis (beides 2018), dem Webvideopreis 2018, drei Auszeichnungen beim Fast Forward Science Award 2018 und dem Goldene Kamera Digital Award 2020 in der Kategorie „Best of Information“ für maiLab.
Das im April 2020 veröffentlichte maiLab-Video „Corona geht gerade erst los“ zur Corona-Pandemie wurde über 6 Millionen Mal aufgerufen und stand auf Platz 1 der deutschen YouTube-Trends. Es war das meistgesehene YouTube-Video 2020 in Deutschland.

## Filmografie (Auswahl)
- 2019: Patchwork Gangsta
- 2021: Almania